# Herb Ciężkowic
Herb Ciężkowic – jeden z symboli miasta Ciężkowice i gminy Ciężkowice w postaci herbu.

## Wygląd i symbolika
Herb przedstawia w błękitnym polu  owalnej tarczy srebrne mury miejskie z trzema basztami, z otwartą bramą o czerwonych wrotach. W bramie, w polu błękitnym złoty gryf z gwiazdą w łapie. Na murze nad bramą umieszczona jest mała błękitna tarczka ze złotą tylną połową lwa. Nad tarczą czerwono–złota korona. U dołu tarczy napis „Królewskie Miasto Ciężkowice”.

## Historia
Herb został przyjęty w 1997 r., w trakcie starań o przywrócenie praw miejskich. Jest to poprawiony rysunek herbu Ciężkowic, który wykonany został ok. 1850 r. przez miejscowego artystę, wzorowany na herbie Krakowa.
Według Mariana Gumowskiego miasto miało w herbie w polu błękitnym tylną połowę złotego lwa lub gryfa. Herb taki widniał na pieczęciach miejskich w XVI w. Interpretowany jest jako część rycerskiego herbu Gryf, pierwotnych właścicieli miasta. Według innej wersji może to być uszczerbiony w pas półlew z herbu Kujaw, herbu króla Kazimierza III Wielkiego, który nadał prawa miejskie Ciężkowicom w 1348 r.

## Literatura
- H. Seroka, "Herby miast małopolskich do końca XVIII w.", Warszawa 2002.
- M. Gumowski, "Herby miast polskich", Warszawa 1960.